# アクションバンド
『アクションバンド電波』（アクションバンドでんぱ）は、かつて株式会社マガジンランドが発行していた月刊誌。略称「AB」。
三才ブックスで「月刊ラジオライフ」（RL）の編集長を務めていた伊藤英俊が、1987年に東京都八王子市の無線販売店パックスラジオとRL関係者を引き連れ独立、「マガジンランド（当初は有限会社）」を設立して本誌を創刊した。RLと同様にアマチュア無線や業務無線、ハッキング等の情報を提供していたが、2005年10月号をもって休刊した。
かつては、別冊としてアマチュア無線機の送信改造方法を掲載した「送信改造バイブル」や、周波数情報を手帳サイズで収録した「周波数バイブル」を刊行していたが、現在では「周波数バイブル」のみが「歌の手帖」の別冊として毎年8月に発行されている。また改編期直後に「コミュニティFM番組表」を付録としてつけていた時期もある。
誌名の「アクションバンド」とは「業務無線の周波数帯域」を意味する言葉であった。先行誌のRLで多用されていたが、ABが発刊後には「おもしろ無線」という造語に置き換えられた。

## 雑誌の特徴
創刊当時は、先行雑誌であるRLへの対抗のために、それまでRLでタブーとされていた送信改造を積極的に公開。当時問題になっていた偽造テレホンカードなどの解析記事などを紹介していた。
当時は携帯電話の黎明期であり、その通信方法がアナログFMだったために、受信方法などを掲載していた。

## 編集体制

### 自遊舎
1993年秋、ABなどの編集を行う「自遊舎（当初は有限会社）」が設立された。しかし、1997年にはABの編集から手を引く。そして、1999年にはABと類似の雑誌「電波ワールド」を創刊した。RLからABが分かれたように、更に分岐が起きたわけである。

## その他
- 1992年の映画『七人のおたく』において「受信おたく」に関する監修を行った。
- 朝日新聞1998年9月7日の「マガジントリップ」でRLとABが取り上げられた。これは、ある雑誌に対して文化人などにコメントさせるという企画記事で、この回は小田嶋隆が担当した。当時の大山俊一編集長も登場した。